# Livilla cognata
Livilla cognata är en insektsart som först beskrevs av Löw 1881.  Livilla cognata ingår i släktet Livilla och familjen rundbladloppor. Inga underarter finns listade i Catalogue of Life.